# Centrale solaire de Valle
La centrale solaire de Valle est constituée de deux centrales solaires thermodynamiques jumelles adjacentes de 50 MW (Valle 1 et Valle 2) situées à San José del Valle, dans la province de Cadix, en Espagne. La centrale génère de l'énergie grâce à la des miroirs cylindro-parabolique. Elle est opérationnelle depuis janvier 2012. L'usine Valle est la propriété de Torresol Energy, une co-entreprise entre SENER (60 %) et la Abu Dhabi Future Energy Company (40 %). Elle a été construite par SENER de décembre 2009 à décembre 2011, pour un coût de 540 millions d'euros.

## Description
La construction de Valle 1 et Valle 2 s’est achevée en décembre 2011. Environ 4 500 travailleurs ont consacré plus de 2,7 millions d'heures de travail au cours des deux années de construction jusqu'à ce que les centrales furent mises en service et connectées au réseau national espagnol. Chacun des centrales d'une puissance nominale 50 MWe a la capacité de fournir 160 Gwh d’électricité sûre et propre par an, permettant d’alimenter 40 000 foyers. Ensemble, elles permettent de réduire les émissions de CO2 de 90 000 tonnes par an. Leur système de stockage du sel fondu leur permet de continuer à produire de l'électricité, même sans rayonnement solaire. En plus d’être une source d'énergie propre, elles peuvent également fournir de l'électricité au réseau électrique à la demande.
La centrale se compose de deux centrales adjacentes, Valle 1 et Valle 2. Chacune dispose d'une puissance nominale de 50 MW, utilisent des collecteurs cylindro-paraboliques SENER d’une surface totale de 510 120 mètres carrés sur une surface totale au sol de 460 hectares,. La quantité d’énergie attendue pour chaque section est 160 GWh par an. Chaque centrale dispose d’un système de stockage thermique de sel fondu pouvant contenir 28 500 tonnes de sel fondu (60 % de nitrate de sodium / 40 % de nitrate de potassium), capable de stocker suffisamment de chaleur pour générer 750 MWh d'électricité, suffisamment pour fonctionner à pleine puissance pour 7,5 heures sans soleil,.
Valle 1 et Valle 2 utilisent des collecteurs paraboliques SENER, qui concentre le rayonnement solaire sur un tube collecteur central qui fait circuler de l'huile thermique. Ils disposent de capteurs optiques de haute précision qui permettent de suivre le soleil d'est en ouest. L'huile chaude est utilisée pour vaporiser l'eau, qui, grâce à l'expansion dans une turbine à vapeur, fait tourner un générateur de puissance qui génère de l’électricité qui est injectée sur le réseau électrique.